# Christiaan IJnzonides
Christiaan IJnzonides (Onstwedde, 28 september 1886 – 9 juli 1970) was een Nederlands politicus. 
Hij werd geboren als zoon van Hans IJnzo IJnzonides (1845-1920; predikant) en Louiza Petronella de Haart (1850-1921, predikantsvrouw), hij was gehuwd met Aagje de Jong en na haar overlijden met Gerharda Johanna Timmer. Hij was werkzaam bij de gemeentesecretarie van Zwolle en later Elburg voor hij in 1911 benoemd werd tot gemeentesecretaris van Dalfsen. Vanaf 1919 was hij daar de burgemeester. Na de April-meistakingen in 1943 werd hij ontslagen en enige tijd later kreeg Dalfsen een NSB'er als burgemeester. IJnzonides keerde na de bevrijding terug in zijn oude functie en zou tot zijn pensionering in 1951 aanblijven. Hij overleed in 1970 op 83-jarige leeftijd.
In het persoonlijk leven moest IJnzonides enkele zware slagen dragen. Als jonge man verloor hij  twee broers op een dag. Ze verdronken bij een poging de verloofde van een van hen te redden na een val in het water, bij sterke stroming. Een drama dat in heel Nederland brede aandacht in de media kreeg. In 1920 stierf zijn echtgenote Aagje en aan het begin van de Tweede Wereldoorlog kwam zijn enige kind Hans IJnzo om bij een bombardement, 28 jaar oud.